# En Soap
En Soap (deutsch: Eine Seife) ist ein dänisches Liebes-Drama und das Regiedebüt von Pernille Fischer Christensen aus dem Jahr 2006. Nach den Prinzipien von Dogma 95 konzipiert, zeigt der Film eine Romanze zwischen der androgyn wirkenden Charlotte und ihrem in seinem Verhalten feminin auftretenden, transgeschlechtlichen Nachbarn Ulrik, der sich, so scheint es, nichts sehnlicher wünscht als eine Geschlechtsangleichung. Er sehnt sich nach dem Leben als Frau, wir erfahren, dass er sich später Veronica nennen will. Der dänische Dogma95-Film kam bei der Kritik unterschiedlich an, erhielt mehrere Auszeichnungen. Eine deutsche Fassung und Veröffentlichung stand nie an.

## Handlung

### Neue Horizonte
Charlotte trennt sich wegen Langeweile in der Beziehung von ihrem langjährigen Freund Kristian und zieht in die erstbeste Wohnung, die sie finden kann. Nun wohnt sie direkt über dem transgeschlechtlichen Ulrik, der sich prostituiert und eine Geschlechtsangleichung plant, körperlich eine Frau zu werden wünscht und sich dann endlich Veronica nennen will. Unbedarft lädt Charlotte ihren Ex-Freund in ihre Wohnung, bittet ihn, ihr bei anfallenden Arbeiten in der Wohnung und beim Einzug mit den Kartons und Kisten zu helfen. Kristian nutzt die sich ihm bietende Gelegenheit, um sie im Gespräch davon zu überzeugen, umgehend zu ihm zurückzukommen. Nachdem er erkennen muss, wie aussichtslos dieses Unterfangen ist, verschwindet er aus Charlottes neuer, eigener Wohnung. Charlotte fragt daraufhin einen anderen Mann um Unterstützung. Sie bittet ihren neuen Nachbarn Ulrik, ihr beim Einzug zu helfen. Ulrik ist abweisend. Er hilft Charlotte nur widerwillig.

### Dunkle Wolken
Charlotte wird eines Nachts durch ein Jaulen von Miss Daisy, Ulriks Hund, geweckt. Sie geht daraufhin in dessen Wohnung, um sich bei ihm zu beschweren. Sie muss feststellen, dass er halbtot ist, und ruft einen Rettungswagen. Da Ulrik nun einige Tage im Krankenhaus bleiben muss, übernimmt sie die Betreuung von Miss Daisy. Ulrik bedankt sich später für ihre Fürsorge und verspricht ihr dafür, ihr zukünftig jeden Gefallen, egal welcher Art, tun zu wollen. Charlotte weiß damit erstmal nichts anzufangen. Ein sichtlich fröhlicherer und freundlicherer Ulrik kehrt zurück in seine Wohnung, wo er unerwartet Besuch von seiner Mutter bekommt. Diese beabsichtigt, ihn von seiner lange ersehnten Geschlechtsangleichung abzuhalten.

### Süße Musik
Später fordert Charlotte die versprochene Hilfe Ulriks ein. Sie wünscht sich von Ulrik für ihre neue Wohnung einige einfache weiße Gardinen. Ulrik freut sich über diese Aufgabe und näht Gardinen für sie. Währenddessen verfolgen sie in ihrer Wohnung im Fernsehen gemeinsam seine Lieblingstelenovela. Charlotte entdeckt einen romantischen Ulrik, was ihr sehr gefällt. Der Abend verläuft angenehm. Sie tanzen miteinander. Charlotte und Ulrik trinken gemeinsam Alkohol. Sie kommen sich nahe. Charlotte geht entschlossen auf Ulrik zu. Sie küsst ihn. Ulrik will das ganz offensichtlich nicht. Er erzählt ihr stattdessen ausführlich davon, wie sehr er sich wünscht, endlich eine Geschlechtsangleichung zu machen. Sein Erzählen macht Charlotte so aggressiv, dass sie ihn schließlich laut schimpfend aus der Wohnung wirft.

### Das Herz schlägt
Charlotte ist sich plötzlich unsicher über ihre Gefühle zu Ulrik. Und genau jetzt erscheint erneut Kristian, der sie abermals über ihre Gefühle ausfragen will, da er immer noch nicht verstanden hat, warum sie ihn verließ. Er sieht die Möglichkeit der erneuten Annäherung. Schließlich überrumpelt er sie. Sie lässt sich von ihm nehmen. Nach wenigen Sekunden ist der Geschlechtsakt bereits abgeschlossen, Kristian zieht sich zügig an. Zunächst scheinbar aus einem Impuls heraus, im Affekt, schlägt er Charlotte ins Gesicht. Später jedoch tritt er sie vorsätzlich mit voller Wucht zu Boden. Er beschimpft sie wüst. Am Ende herrscht ein Durcheinander. Dann erscheint Konkurrent Ulrik auf der Szene, schlägt Kristian zu Boden. Ulrik schafft es schließlich, den Gegner in die Flucht zu schlagen. Dann nimmt er die Frau mit zu sich, in seine eigene Wohnung. Dort kümmert er sich um Charlotte und deren Bedürfnisse. Das Zusammenleben mit der Frau tut ihm gut. Sie kommen sich sehr nahe.

### Zwei Seelen
Charlotte und Ulrik stehen kurz vor dem Geschlechtsakt, da bricht Ulrik das gemeinsame Liebesspiel unerwartet ab, statt wie von ihr erwartet fortzufahren, schickt er sie fort, sie geht zurück in ihre Wohnung. Dort packt Charlotte entschlossen einige ihrer Sachen zusammen und ruft Kristian an. Dieser eilt sofort zu ihr. Er entschuldigt sich bei ihr und fleht schließlich darum, dass sie ihm sein Fehlverhalten zuvor vergeben möge. Charlotte lässt sich daraufhin bereitwillig auf eine weitere Liebesnacht mit ihm ein. Sie gesteht ihm am nächsten Morgen, dass sie sich eine Zukunft der beiden vorstellen kann und sie bekundet, mit ihm zusammenziehen zu wollen. In diesem Moment erscheint Konkurrent Ulrik. Er gesteht ihr seinerseits seine Liebe. Jedoch sei diese Liebe erst nach der Geschlechtsangleichung für ihn zu realisieren. Erst als Frau könne er sich eine Beziehung mit Charlotte vorstellen. Da Charlotte mit ihm unter diesen Bedingungen nichts anfangen kann, zieht sie die Konsequenzen und schickt Ulrik weg. Im Zusammensein mit dessen Konkurrenten Kristian nimmt Charlotte deutlich wahr, dass sie nicht mit diesem zusammen sein kann. Sie schickt auch ihn daraufhin weg. Wenig später gesteht sie sich endlich die starke Anziehung ein, die Ulrik trotz allem ganz offensichtlich auf sie ausübt. Sie erfährt in der nächsten Szene – er kommt sie in ihrer Wohnung besuchen – dass Ulrik bald darauf seine ersehnte geschlechtsangleichende Operation bekommen soll. Charlotte ist angesichts dieser Ankündigung nicht begeistert, im Gegenteil. Sie geht jedoch auf ihn zu, küsst ihn. Sie will ihm, so erfahren wir, ein Geheimnis anvertrauen. Die Gesichter beider strahlen. Sie lächeln einander an.

## Kritik
Der Film erhielt gemischte Kritiken, denn je nach Land war die Kritik nahezu einheitlich schlecht oder positiv. So zählte die Internetseite Rotten Tomatoes von elf gewerteten professionellen englischsprachigen Kritiken sechs positive, was einem Wert von 55 % entspricht. Allerdings wurde der Film vom breiten Publikum mit weitaus positiveren Reaktionen aufgenommen, denn gleichzeitig werteten 69 % der Zuschauer den Film positiv. Dies wiederum wird vom Onlinefilmarchiv Internet Movie Database, einer weiteren Plattform, auf der normale User ihre Filmkritiken abgeben können, mehr als bestätigt, denn dort gab das Publikum dem Film durchschnittliche 6,4 von 10 möglichen Punkten.
Die dänische Internetseite cinemazone.dk fand, dass die Regisseurin die „Energie und Originalität“ finde, wenn sie mit einer „ironischen Distanz“ zeige, wie die maskuline Charlotte den femininen Ulrik treffe und was sich, wie in einer Seifenoper, daraus entwickeln könnte.
Kim Toft Hansen meinte auf der dänischen Internetseite kulturkapellet.dk, dass der Film „manchmal etwas langweile“. Und einerseits lobte sie die Schauspielleistungen, die gut seien, und andererseits kritisierte sie Trine Dyrholm, die zwar „gut spiele, aber zu einseitig,“ und David Dencik, der seine Figur „unglaubwürdig präsentiere“.
Auf arte.tv kritisierte Julien Welter, dass der Film zu unnatürlich und viel zu mechanisch konzipiert sei, weswegen er anhand seiner „Vorliebe für physischen, plumpen Austausch [...] an das offensichtliche Desinteresse am Kino selbst anknüpft, das in den meisten Dogma-Filmen mehr oder weniger stark zu spüren war.“
In der Frankfurter Allgemeinen Zeitung meinte Andreas Platthaus, der Film sei „von der besonders dämlichen Sorte“. Auch Verena Lueken sah in dem Film „ein viel zu langes Rührstück voller Wiederholungen, visuellen Ungereimtheiten und psychologischer Nichtigkeit, dafür ohne Dramaturgie und ohne jedes Gefühl für die Zeit.“
In der New York Times meinte Stephen Holden, dass En Soap „eine Anti-Seifenoper“ sei, die realistisch zeige, wie das „Leben den Kitsch imitiere“ und trotzdem dabei banal bliebe.
Ruthe Stein vom San Francisco Chronicle sah in En Soap eine Art Verfilmung des Romans Angst vorm Fliegen von Erica Jong. Sie lobte einerseits das Setting, dass dank der „Erfindungsgabe der dänischen Regisseurin nie klaustrophobisch“ wirke und kritisierte andererseits die zu „bodenständige Performance“ der Schauspieler.

## Hintergrund
Die Grundidee des Films entstand, als Pernille Fischer Christensen zum ersten Mal in ihrem Leben eine Transperson traf und sie sich die Frage stellte, wer ihr zuerst gegenübersaß, ein Mann, der eine Frau sein will, oder einfach nur ein Mensch. Diese Fragestellung, was zuerst sei, Geschlecht oder Menschlichkeit, versuchte sie in diesem Film zu erforschen.

## Auszeichnungen
- zwei Auszeichnungen beim dänischen Filmpreis Bodil für den Besten dänischen Film und für Trine Dyrholm als Beste Hauptdarstellerin, sowie eine Nominierung für David Dencik als Bester Hauptdarsteller[11]

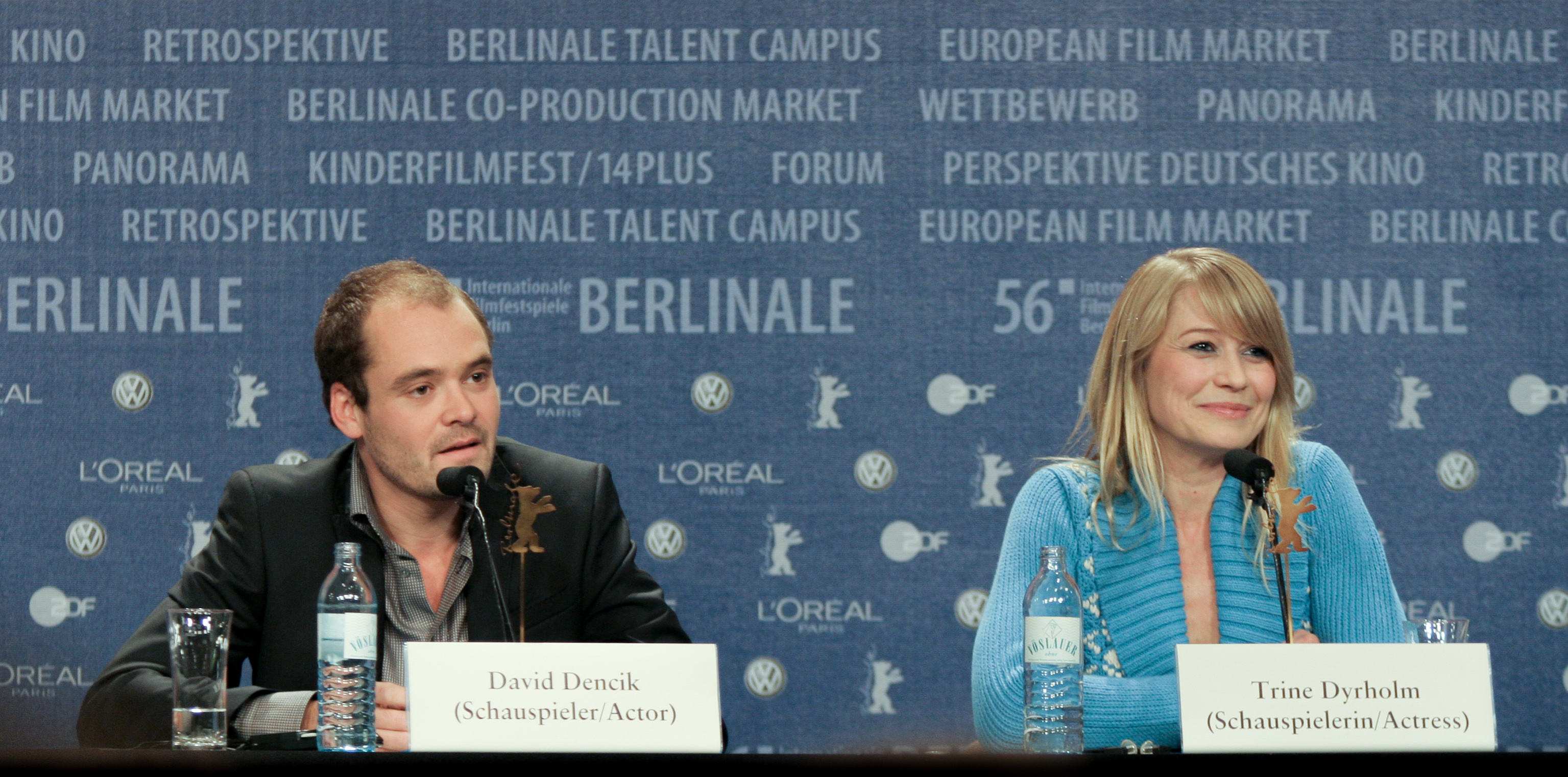
Die Darsteller David Dencik and Trine Dyrholm auf der Berlinale 2006

- Die Darsteller David Dencik and Trine Dyrholm auf der Berlinale 2006eine Nominierung des Goldenen Bären und zwei Auszeichnungen als Bester Debütfilm und der Silberne Bär der Jury bei der Berlinale 2006
- vier Auszeichnungen beim dänischen Filmpreis Robert (Bester Hauptdarsteller, Beste Hauptdarstellerin, Bester Schnitt und Bestes Make-Up) und 11 Nominierungen (Bester dänischer Film, Beste Regie, Beste Nebendarstellerin, Bester Nebendarsteller, Beste Kamera, Bestes Kostümdesign, Bestes Produktionsdesign, Beste Filmmusik, Bester Song, Bestes Originaldrehbuch, Bestes Sounddesign)
- den Night Dreamer Award beim dänischen NatFilm Festival für Pernille Fischer Christensen
- eine Auszeichnung für Best Performance für Dencik beim Transilvania International Film Festival
- eine Auszeichnung des Grand Prix Art Film für Dencik beim Art Film Festival

## Veröffentlichung
En Soap hatte seine Weltpremiere am 10. Februar 2006 bei den Internationalen Filmfestspielen von Berlin und seinen offiziellen dänischen Kinostart am 7. April 2006. Nachdem der Film auf weiteren Filmfesten gezeigt und in weiteren Ländern veröffentlicht worden war, konnte er mit einem Produktionsbudget von knapp 1,5 Mio. US-Dollar etwa 11.000 US-Dollar in Frankreich und 22.000 US-Dollar in Taiwan einspielen. Der Film wurde bisher nicht in Deutschland veröffentlicht und es ist auch keine Veröffentlichung geplant.